# Ordre des péricopes
 (juillet 2025).
L’ordre des péricopes (du grec περικοπή = domaine délimité) est un ensemble de passages bibliques, les péricopes, introduit en 1978 et destiné à la lecture cultuelle ou à l’interprétation dans la prédication au cours de l’année liturgique. Au sens strict, il désigne la grille de lecture des textes bibliques utilisée dans l’Église protestante  en Allemagne. En 1999, il y a eu une révision mineure des péricopes et en 2018 une révision un peu plus importante.

## Histoire
« La coutume des lectures liturgiques de l’Écriture a été reprise du culte synagogal juif. Des listes d’un système de péricopes en cours de formation sont attestées très tôt, des livres de péricopes dès le 8e siècle » Le développement à l’époque pré-carolingienne est hypothétique. On suppose que la série des évangiles, c’est-à-dire les passages des quatre évangiles attribués aux différents dimanches et jours fériés de l’année, provient de la liturgie romaine urbaine et que son développement était relativement achevé vers 645. Ses origines remontent probablement au 5e siècle (liber Comitis). La série des lectures d’épîtres en est indépendante et provient probablement de l’espace de la liturgie gallicane. Grâce à Alcuin, la série des évangiles et celle des épîtres ont été réunies. Cet ordre carolingien des péricopes a trouvé des successeurs dans les ordres de lecture médiévaux. Tant la Réforme luthérienne que la réforme tridentine (Missale Romanum) ont maintenu en principe cet ordre des péricopes (dans le Missale Romanum, des déplacements des textes de l’épître et de l’Évangile ont eu lieu les dimanches de la période trinitaire). La prédication se faisait généralement sur l’Évangile.
À l’époque des Lumières, on a réfléchi à un plus grand choix de textes de prédication. Ainsi, l’Agenda des églises du Schleswig-Holstein de Jacob Georg Christian Adler, introduit en 1797, contenait six séries de sermons. Les textes étaient exclusivement tirés du Nouveau Testament. Aucune autre lecture biblique n’était prévue. L’agenda ne s’est pas imposé, notamment parce qu’il y avait des protestations contre la modification des textes de prédication inscrits dans les calendriers. Jusqu’au XIXe siècle, les Églises protestantes régionales ont continué à attribuer à chaque dimanche et jour de fête de l’année liturgique un texte d’Évangile (= série I), sur lequel on prêchait alors. La deuxième série a été ajoutée lors de la Conférence des Églises d’Eisenach en 1896.
Le 17 juin 1898, une loi ecclésiastique de l’Église protestante de l'Union prussienne autorisa un nouvel ordre pour les Églises de la province rhénane, selon lequel il y avait dorénavant quatre séries de péricopes pour la Rhénanie : « Première année : Les nouvelles sections de lecture de l’Ancien Testament et des Évangiles ; Deuxième année : Les épîtres et évangiles de l’ancienne Église ; Troisième année Les nouvelles lectures épistolaires et évangéliques de l’Écriture. La quatrième année répète la deuxième ». En Westphalie, « les nouvelles sections de lecture (1re et 3e année) ne pouvaient être utilisées que dans les cultes secondaires ».

### Ordre des péricopes de 1978
Dès 1958, la conférence liturgique luthérienne avait élaboré un « Ordre des textes de prédication » (OPT) qui comprenait pour la première fois six séries de textes de prédication. L'OPT a été révisé dans les années 1970 et finalement remplacé par l’ordre des péricopes introduit pour le 1er Avent 1978.
La caractéristique de cet ordre de péricopes est que l'Évangile du jour se trouve toujours en série I et sert de texte de référence. Les autres textes ont été rassemblés par rapport à lui. L’épître du jour se trouvait toujours dans la série II. Lorsqu’une lecture de l’Ancien Testament est habituelle, elle se trouvait dans les séries III à VI. Pour les textes de prédication, un changement annuel a été recommandé en fonction des séries. Du 1er Avent 2014 au dimanche de l’éternité (le dernier dimanche avant l’Avent) 2015, la série I (texte de prédication égal à l'Évangile) était en vigueur.
En conséquence, il en résulte :
- Série I – 2008/2009 (texte de prédication égal à l'Évangile)
- Série II – 2009/2010 (texte de prédication égal à l'Épître)
- Série III – 2010/2011
- Série IV – 2011/2012
- Série V – 2012/2013
- Série VI – 2013/2014
- Série I – 2014/2015 (texte de prédication égal à l'Évangile)
- Série II – 2015/2016 (texte de prédication égal à l'Épître)
- Série III – 2016/2017
- Série IV – 2017/2018

### Révision intermédiaire de 1999
En 1995, la conférence liturgique luthérienne a proposé une révision de l’ordre des péricopes. Mais comme le Evangelische Gesangbuch, paru en 1993 (édition de base), contenait le calendrier liturgique de 1978, cette révision n’a pas été poursuivie.
Une révision mineure des textes a eu lieu au début de l'année liturgique 1999/2000.
- Le 3e dimanche après la Trinité, les textes I et III ont été échangés, de sorte que la « parabole du fils prodigue » Lc 15,11-32 était désormais lue comme Évangile et supplantait la « parabole de la brebis perdue » Lc 15,1-7.

- Le choix des textes pour le 10e dimanche après la Trinité, le dimanche d’Israël, a été considéré depuis longtemps comme critique, surtout sous l’influence de la Shoa, et a été modifié en conséquence. – Depuis 1999/2000, la « prophétie sur Jérusalem » Lc 19,41-48 peut être remplacée par « le double commandement d’amour » Mc 12,28-34. L’autre Évangile prévu (série V) était Jn 4,19-26 avec la phrase « Le salut vient des Juifs » (v. 22). – L'Épître sur la miséricorde de Dieu envers Israël Rm 11,25-32 a été remplacée par Rm 9,1-5.6-8.14-16, la voie de Dieu avec Israël, anciennement série IV, et fait maintenant partie de la série VI. – La nouvelle lecture de l’Ancien Testament (série III) était Ex 19,1-6, dans laquelle Israël est assuré d’être le peuple de Dieu. Elle était suivie, dans la série IV, de Es 62,6-12, l’annonce de la gloire de Sion. Le récit de la destruction de Jérusalem sous Nebucadnetsar 2R 25,8-12 et la purification du temple Jn 2,13-22 ont été supprimés.

- L'Évangile de la Fête des moissons, la Parabole du riche cultivateur de blé Lc 12,15-21, présente une caractéristique négative de l’homme, en particulier lors de la fête où il est question, entre autres, du rendement et de la valeur du travail agricole, en prenant pour exemple un agriculteur. Comme cela n’a pas toujours été perçu comme un choix judicieux, la dernière révision a prévu Mt 6,25-34 comme lectures alternatives des Évangiles de la série I.

- Pour l’avant-dernier dimanche de l’année ecclésiastique, généralement connu sous le nom de Volkstrauertag, on a tenu compte de la pratique selon laquelle les cultes de ce dimanche sont souvent célébrés dans le cadre de la Décade de la paix. C’est pourquoi, depuis l’année liturgique 1999/2000, leurs textes ont pu remplacer ceux du dimanche. Ils étaient centrés sur la paix terrestre (I : Mt 5,2-10 ; II : Mt 16,1-4 ; III : Jn 14,27-31 ; IV : 1Ti 2,1-4 ; V : Phm 4,6-9 ; VI : Mi 4,1-4).

La plupart des Églises régionales allemandes ont utilisé cet ordre des péricopes légèrement révisé ; dans le Wurtemberg et le Hesse électorale-Waldeck, elles ont été complétées par des séries de lectures propres.

### Ordre des textes et des chants liturgiques (OGTL) de 2018
Le travail de révision qui a abouti à l’Ordre des textes et des chants liturgiques (OGTL) de 2018 a débuté lors d'un colloque organisé en 2000. Il y a été décidé, en principe, de ne pas introduire un nouveau système tel que celui de la grille de lecture catholique ou de la grille de lecture du Revised Common Lectionary qui en découle. « La tradition de l’utilisation de la Bible lors des cultes, qui fait autorité pour l’Église occidentale depuis plus d’un millénaire, devait … rester en vigueur, mais en développant de manière organique sa forme déjà considérablement modernisée dans le ‹ Règlement des lectures et des textes de prédication › ». D’autres lignes de base pour l’intégration de nouveaux textes ont été convenues :
- Augmentation significative du nombre de textes de prédication de l’Ancien Testament et élargissement de leur spectre thématique ;
- Des textes spécifiques sur la vie des femmes et des hommes ;
- Textes bibliques importants du point de vue de l’histoire culturelle (exemples : Js 2,1-21 Exploration à Jéricho ; 1S 16,14-23 David comme joueur de harpe) ;
- Textes significatifs pour des questions de vie actuelles.

L’EKD, l’UEK et la VELKD ont décidé en 2011 de procéder ensemble à une révision de l’ordre en vigueur. Pour l’année liturgique 2014/15, un lectionnaire d’essai élaboré par le groupe de travail sur la réforme des péricopes (« Entwurf zur Erprobung der gottesdienstlichen Lesungen und Predigtexte ») a été présenté. Ce projet suit le principe d'une « révision modérée ». Il en est resté à six séries de textes qui s’inspirent des péricopes de l’Église ancienne. La part des textes de l’Ancien Testament a ainsi été doublée pour atteindre environ un tiers. Les séries d’Évangiles et d’Épîtres pures qui existaient jusqu’à présent (n° I et II) n’ont pas été abandonnées pour les lectures liturgiques, mais pour les textes de prédication, de sorte que seules des séries mixtes sont prévues.
Les réactions des Églises régionales et des associations spécialisées ont ensuite été intégrées dans des lignes directrices pour la révision. Les deux groupes de travail « Textes » et « Chants de la semaine » ont ainsi élaboré le Règlement des textes et des chants de culte, qui a été adopté en novembre 2017 par le Synode général de l’Église protestante luthérienne unie d’Allemagne (VELKD), la Conférence plénière de l’Union des Églises protestantes (UEK) et le Synode de l’Église protestante en Allemagne (EKD). Le Règlement est entré en vigueur au début de l’année liturgique, le premier dimanche de l’Avent 2018 (série I).
Selon l’OGTL, la période de l’Épiphanie se termine désormais toujours le dimanche précédant le 2 février (jour de la Présentation de Jésus au Temple, Chandeleur). Entre le dernier dimanche après l’Épiphanie et le début de la Passion, il y a maintenant, en fonction de la date de la fête de Pâques, un à cinq dimanches avant la Passion, qui sont comptés à rebours,.
Le psaume est avant tout considéré comme un psaume de prière de l'assemblée (jusqu'à présent : psaume d'introït), une pratique qui avait fait son entrée dans de nombreuses paroisses grâce à l'âge de la prière dans le recueil de chants protestants (EG). Les nouveaux textes des psaumes du lectionnaire de 2018 figurent dans le cahier complémentaire à l'EG « Chants et psaumes pour le culte ».
L'alléluia est, comme il est d'usage dans l'œcuménisme, un chant d'appel à la lecture de l'évangile.
L'évangile du jour n'a généralement pas changé par rapport à l'ordre de 1978. Les évangiles du premier et du deuxième jour de Noël ainsi que ceux des dimanches Reminiszere et Cantate constituent des exceptions.
Deux dimanches ont un double propre :
- 10e dimanche après la Trinité (dimanche d'Israël) : Joie de l’union des chrétiens et des juifs (couleur liturgique : vert), alternative : commémoration de la destruction de Jérusalem (couleur liturgique : violet) ;
- Dernier dimanche de l’année liturgique : dimanche de l’éternité ou dimanche des morts (jusqu’à présent : commémoration des défunts) ; la couleur liturgique est blanche dans les deux cas.

Le nouveau lectionnaire contient une deuxième partie avec des fêtes et des commémorations selon l’année civile, dont :
- 27 janvier, journée de commémoration des victimes du nazisme, et 9 novembre, journée de commémoration des pogroms de novembre ;
- Commémorations œcuméniques fondées sur la Bible : 22 juillet, Marie-Madeleine, et 29 août, décapitation de Jean-Baptiste ;
- Deux commémorations populaires de saints : 11 novembre, Martin de Tours, et 6 décembre, Nicolas de Myre.

Ces propres pour les fêtes et commémorations de l’année civile se veulent « une invitation à découvrir et à expérimenter des alternatives cultuelles … et non des prescriptions qu’il faudrait en fait suivre ».

## Caractère obligatoire
Les textes de l’ordre des péricopes sont considérés - différemment selon les Églises régionales - en partie comme des recommandations, en partie comme des directives obligatoires pour les cultes protestants des dimanches et jours fériés respectifs. Dans le cadre du droit de chaire, la manière dont ils sont utilisés est largement laissée à la discrétion du pasteur responsable.
Dans le cadre du droit liturgique, le ius liturgicum, les conseils presbytéraux et les conseils d’église décident localement du nombre de lectures à faire lors du culte. La pratique la plus répandue est celle de deux lectures, le plus souvent l’Épître et l’Évangile, plus rarement trois lectures sont régulièrement faites, l’une provenant de l’Ancien Testament, l’autre des Épîtres et la troisième des Évangiles.
Le lectionnaire de 2018 réglemente de manière moins contraignante qu’auparavant si des jours particuliers peuvent remplacer le propre du dimanche avec leur proprium. Les nouvelles règles « veulent inviter à une culture liturgique plus variée et donner pour cela des points de repère et d'orientation, mais pas des prescriptions ».

## L’ordre des péricopes en comparaison œcuménique
L’ordre des péricopes en vigueur au sein de l’EKD a été adopté par certaines Eglises germanophones (l’Église évangélique d'Autriche, l’Église évangélique d’Alsace et de Lorraine, les paroisses luthériennes de Suisse et d’Italie, l’Église évangélique luthérienne de Russie et d’autres pays, etc. Par l’intermédiaire des Frères moraves, elle est parvenue dans les Herrnhuter Losungen et, par ce biais, dans l'Église réformée de Pologne et l’Église vaudoise d’Italie.
Les Églises luthériennes de Scandinavie ont des lectionnaires qui s’appuient sur la même tradition médiévale que l’ordre des péricopes de l’EKD, mais qui les développent chacun différemment.
Dans les Églises et paroisses réformées d’Allemagne, l’orientation sur l’année liturgique et donc sur les règles de lecture n’est pas encore répandue partout. Les prédications en continu, comparables aux modèles de l’époque de la Réforme, ont jusqu’à aujourd’hui une plus grande importance. Un livre biblique est prêché en continu pendant plusieurs dimanches consécutifs. L’Église évangélique réformée de Suisse a également refusé jusqu’à présent d’introduire un ordre des péricopes. Dans les faits, l’ordre des textes de prédication selon l’ordre de l’EKD a cependant une certaine influence, même dans les Églises réformées de Suisse et d’Allemagne, car la littérature de prédication protestante de langue allemande et les aides à la préparation s’en inspirent.
Depuis la réforme des règles de lecture après le Deuxième concile œcuménique du Vatican, l’Église catholique applique dans le monde entier un ordre de lecture unique (Ordo Lectionum Missæ) avec trois séries de textes pour les dimanches et les jours fériés (A, B, C). Celles-ci s’orientent, en ce qui concerne la lecture des évangiles et des épîtres (« 2e lecture »), sur la lecture continue de livres bibliques, de sorte que la 2e lecture et l’Évangile n’ont en général aucun rapport avec le contenu. La 1re lecture, généralement tirée de l’Ancien Testament, est choisie en référence à l’Évangile correspondant. Pour les messes en semaine, il existe pour la 1re lecture les séries de lectures I et II, la lecture de l’Évangile est la même chaque année. En semaine, les lectures suivent le principe de la lecture de livres continue, de sorte qu’il n’y a, là aussi, que des liens fortuits avec le contenu.
Dans les Églises à caractère liturgique des pays anglophones, les ordres de péricopes à trois ou quatre séries sont également courants. Le lectionnaire œcuménique révisé (LOR – Revised Common Lectionary ou RCL en anglais), dont la responsabilité est partagée par les catholiques, les anglicans et les luthériens, est particulièrement répandu depuis 1994. Il correspond à la grille de lecture catholique telle qu’elle a été publiée après le deuxième concile œcuménique du Vatican, mais la complète par une lecture de l’Ancien Testament qui suit à peu près le cours du canon biblique : dans l’année de lecture A, les livres de la Genèse jusqu’aux Juges, dans l’année de lecture B, les livres de Samuel et la littérature de la Sagesse, dans l’année de lecture C, les livres des Rois et les Prophètes. Ces lectures représentent une alternative à la lecture de l’Ancien Testament du code de lecture catholique et n’ont pas été choisies selon le principe : « promesse (Ancien Testament) et accomplissement (Nouveau Testament) ». De plus, le lectionnaire œcuménique révisé se distingue de l’ordre de lecture catholique romain par le fait que les péricopes ont souvent été élargies, en particulier concernat les épîtres.

## Les textes selon l’ordre actuel des péricopes
Pour chaque dimanche et jour férié du calendrier liturgique, on indique :
- ligne 1 : Couleur liturgique Nom du jour
- ligne 2 : Verset de la semaine / Proverbe du jour (aussi comme Vote d’entrée)
- ligne 3 : Psaume de la semaine
- lignes 4 à 9 : Séries de textes I-VI

Pour l’année ecclésiastique 2020/21 (c’est-à-dire à partir du 1er dimanche de l’Avent 2020), la série de péricopes III s’applique aux textes de prédication, pour l’année ecclésiastique 2021/22, la série de péricopes IV, etc.

### Temps de l’Avent
1re dimanche de l’Avent
- Verset de la semaine : « Voici ton roi qui vient à toi ; il est juste et victorieux. » Za 9,9a
- Ps 24
- I. Mt 21,1–11 (Évangile)
- II. Rm 13,8–12 (Épître)
- III. Za 9,9–10 (Ancien Testament)
- IV. Jr 23,5–8
- V. Ap 3,14–22
- VI. Ps 24

    2e dimanche de l’Avent
- Verset de la semaine : « Redressez-vous et relevez la tête, parce que votre délivrance est proche. » Lc 21,28b
- Ps 80,2-3.5–6.15–16.19–20
- I. Es 35,3–10
- II. Lc 21,25–33 (Évangile)
- III. Jc 5,7–8 (9–11) (Épître)
- IV. Es 63,15 – 64,3 (Ancien Testament)
- V. Ct 2,8–13
- VI. Ap 3,7–13

    3e dimanche de l’Avent
- Verset de la semaine : « Préparez le chemin de l’Eternel ; Le Seigneur, l’Eternel vient avec puissance.“ Es 40,3.10
- Ps 85,2–8
- I. Rm 15,4–13
- II. Lc 3,(1–2) 3–14 (15–17) 18 (19–20)
- III. Lc 1,67–79 (Évangile)
- IV. 1Co 4,1–5 (Épître)
- V. Es 40,1–11 (Ancien Testament)
- VI. Mt 11,2–10

    4e dimanche de l’Avent
- Verset de la semaine : « Réjouissez-vous toujours dans le Seigneur ! Je le répète: réjouissez-vous ! Le Seigneur est proche. » Ph 4,4.5b
- Ps 102,13–14.16–18.20–23
- I. Lc 1,(26–38) 39–56
- II. 2Co 1,18–22
- III. Gn 18,1–2.9–15
- IV. Lc 1,26–38 (39–56) (Évangile)
- V. Ph 4,4–7 (Épître)
- VI. Es 62,1–5 (Ancien Testament)

### Période de Noël
Veille de Noël – Vêpres de Noël
- Verset de la semaine : « N’ayez pas peur, car je vous annonce une bonne nouvelle qui sera une source de grande joie pour tout le peuple : aujourd’hui, dans la ville de David, il vous est né un Sauveur qui est le Messie, le Seigneur. » Lc 2,10b–11
- Ps 96,1-3.7-13
- I. Es 9,1–6 (Ancien Testament)
- II. Ez 37,24–28
- III. Es 11,1–10
- IV. Mi 5,1–4a
- V. Lc 2,1–20 (Évangile)
- VI. Ga 4,4–7 (Épître)

    Veille de Noël - Nuit de Noël
- Verset de la semaine : « N’ayez pas peur, car je vous annonce une bonne nouvelle qui sera une source de grande joie pour tout le peuple : aujourd’hui, dans la ville de David, il vous est né un Sauveur qui est le Messie, le Seigneur. » Lc 2,10b–11
- Ps 96,1-3.7-13
- I. 1Ti 3,16 (Épître)
- II. Za 2,14–17 (Ancien Testament)
- III. Mt 1,18–25
- IV. Tt 2,11–14
- V. Ez 34,23–31
- VI. Lc 2,1–20 (Évangile)

    Fête de Noël – 1er jour férié
- Verset de la semaine : « Et la Parole s’est faite homme, elle a habité parmi nous, pleine de grâce et de vérité. » Jn 1,14a
- Ps 96,1-3.7-13
- I. Jn 1,1–5.9–14 (16–18) (Évangile)
- II. Tt 3,4–7 (Épître)
- III. Ez 52,7–10 (Ancien Testament)
- IV. 1Jn 3,1–2 (3–5)
- V. Col 2,3 (4–5) 6–10
- VI. Ex 2,1–10

    Fête de Noël – 2e jour férié
- Verset de la semaine : « Et la Parole s’est faite homme, elle a habité parmi nous, pleine de grâce et de vérité. » Jn 1,14a
- Ps 96,1-3.7-13
- I. Rm 1,1–7
- II. Mt 1,18–25 (Évangile)
- III. He 1,1–4 (5–14) (Épître)
- IV. Es 7,10–14 (Ancien Testament)
- V. Mt 1,1–17
- VI. 2Co 8,7–9

    1er dimanche après la fête de Noël
- Verset de la semaine : « Nous avons contemplé sa gloire, une gloire comme celle du Fils unique venu du Père. » Jn 1,14b
- Ps 71,1–3.12.14–18
- I. Mt 2,13–18 (19–23)
- II. Jb 42,1–6
- III. Lc 2,(22–24) 25–38 (39–40) (Évangile)
- IV. 1Jn 1,1–4 (Épître)
- V. Es 49,13–16 (Ancien Testament)
- VI. Jn 12,44–50

    Veille de la Saint-Sylvestre
- Verset de la semaine : « Mes destinées sont dans ta main. » Ps 31,16a
- Ps 121
- I. Es 51,4–6
- II. He 13,8–9b
- III. Ex 13,20–22
- IV. Mt 13,24–30 (Évangile)
- V. Rm 8,31b–39 (Épître)
- VI. Ec 3,1–15 (Ancien Testament)

    Jour de l'an
- Verset de la semaine : « Jésus-Christ est le même hier, aujourd’hui et pour l’éternité. » He 13,8
- Ps 8,2-10
- I. Js 1,1–9 (Ancien Testament)
- II. Jn 14,1–6
- III. Ph 4,10–13 (14–20)
- IV. Pr 16,(1–8) 9
- V. Lc 4,16–21 (Évangile)
- VI. Jc 4,13–15 (Épître)

    2e dimanche après la fête de Noël
- Verset de la semaine : « Nous avons contemplé sa gloire, une gloire comme celle du Fils unique venu du Père. » Jn 1,14b
- Ps 100
- I./IV. 1Jn 5,11–13 (Épître)
- II./V. Es 61,1–3 (4.9) 10–11 (Ancien Testament)
- III./VI. Lc 2,41–52 (Évangile)

    Fête de l’Épiphanie
- Verset de la semaine : « Les ténèbres se dissipent et la vraie lumière brille déjà. » 1Jn 2,8b
- Ps 72,1–3.10–12.17–19
- I. Mt 2,1–12 (Évangile)
- II. Ep 3,1–7 (Épître)
- III. Es 60,1–6 (Ancien Testament)
- IV. Jn 1,15–18
- V. 2Co 4,3–6
- VI. 1R 10,1–13

### Période de l’Épiphanie
1er dimanche après l’Épiphanie.
- Verset de la semaine : « Tous ceux qui sont conduits par l’Esprit de Dieu sont fils de Dieu. » Rm 8,14
- Ps 89,2–5.27–30
- I.  3,5–11.17
- II. Mt 3,13–17 (Évangile)
- III. Rm 12,1–8 (Épître)
- IV. Es 42,1–9 (Ancien Testament)
- V. Jn 1,29–34
- VI. 1Co 1,26–31

    2e dimanche après l’Épiphanie
- Verset de la semaine : « Nous avons tous reçu de sa plénitude, et grâce sur grâce. » Jn 1,16
- Ps 105,1–8
- I. Rm 12,9–16
- II. Jr 14,1(2)3–4(5–6)7–9
- III. Jn 2,1–11 (Évangile)
- IV. 1Co 2,1–10 (Épître)
- V. Ex 33,18–23 (Ancien Testament)
- VI. He 12,12–18. (19–21) 22–25a

    3e dimanche après l’Épiphanie
- Verset de la semaine : « On viendra de l’est et de l’ouest, du nord et du sud, et l’on se mettra à table dans le royaume de Dieu. » Lc 13,29
- Ps 86,1–2.5–11
- I. Jn 4,5–14
- II. Ac 10,21–35
- III. Rt 1,1–19a
- IV. Mt 8,5–13 (Évangile)
- V. Rm 1,13–17 (Épître)
- VI. 2R 5,(1–8) 9-15 (16–18) 19a (Ancien Testament)

    Dernier dimanche après l'Épiphanie
- Verset de la semaine : « Sur toi l’Eternel se lèvera, sur toi sa gloire apparaîtra. » Es 60,2
- Ps 97
- I. Ex 3,1–8a (8b–9) 10 (11–12) 13–14 (15) (Ancien Testament)
- II. Ap 1,9–18
- III. 2P 1,16–19 (20–21)
- IV. Ex 34,29–35
- V. Mt 17,1–9 (Évangile)
- VI. 2Co 4,6–10 (Épître)

### Période pré-passionnelle
5e dimanche avant la Passion
- Verset de la semaine : « Car le Seigneur mettra en lumière ce qui est caché dans les ténèbres et il dévoilera les intentions des cœurs. » 1Co 4,5b
- Ps 37,3-8.10-11
- I./IV. 1Co 1,4–9 (Épître)
- II./V. Es 40,12–25 (Ancien Testament)
- III./VI. Mt 21,28–32 (Évangile)

    4e dimanche avant la Passion
- Verset de la semaine : « Venez voir ce que Dieu a fait ! Il est redoutable quand il agit envers les hommes. » Ps 66,5
- Ps 107,1–2. 23–32
- I. Mc 4,35–41 (Évangile)
- II. 2Co 1,8–11 (Épître)
- III. Es 51,9–16 (Ancien Testament)
- IV. Mt 14,22–33
- V. Mc 5,24b–34
- VI. Gn 8,1–12

    Septuagésime : 3e dimanche avant la Passion
- Verset de la semaine : « Ce n’est pas en nous appuyant sur nos actes de justice que nous te présentons nos supplications, mais en nous appuyant sur ta grande compassion. » Da 9,18
- Ps 31,20–25
- I. Ec 7,15–18
- II. Mt 20,1–16 (Évangile)
- III. Ph 2,12–13 (Épître)
- IV. Jr 9,22–23 (Ancien Testament)
- V. Mt 9,9–13
- VI. 1Co 9,19–27

    Sexagésime : 2e dimanche avant la Passion
- Verset de la semaine : « Aujourd’hui, si vous entendez sa voix, n’endurcissez pas votre cœur » He 3,15
- Ps 119,89–92.103–105.116
- I. Ac 16,9–15
- II. Ez 2,1–5 (6–7) 8–10; 3, 1–3
- III. Lc 8,4–8 (9–15) (Évangile)
- IV. He 4,12–13 (Épître)
- V. Es 55,(6–7) 8–12a (Ancien Testament)
- VI. Mc 4,26–29

    Estomihi: Dimanche avant la Passion
- Verset de la semaine : « Nous montons à Jérusalem et tout ce qui a été écrit par les prophètes au sujet du Fils de l’homme va s’accomplir. » Lc 18,31
- Ps 31,2–6.8–9.16–17
- I. Lc 10,38–42
- II. Lc 18,31–43
- III. Es 58,1–9a
- IV. Mc 8,31–38 (Évangile)
- V. 1Co 13,1–13 (Épître)
- VI. Am 5,21–24 (Ancien Testament)

### Passion
Mercredi des Cendres
- Verset de la semaine : « Nous montons à Jérusalem et tout ce qui a été écrit par les prophètes au sujet du Fils de l’homme va s’accomplir. » Lc 18,31
- Ps 51,3–6.11–14
- I. Jl 2,12–19 (Ancien Testament)
- II. Mt 9,14–17
- III. Ps 51,1–14 (15–21)
- IV. Ex 32,1–6.15–20
- V. Mt 6,16–21 (Évangile)
- VI. 2P 1,2–11 (Épître)

    Invocavit : 1er dimanche de la Passion
- Verset de la semaine : « C’est pour détruire les œuvres du diable que le Fils de Dieu est apparu. » 1Jn 3,8b
- Ps 91,1–6.9–12
- I. He 4,14–16 (Épître)
- II. Gn 3,1–19 (20–24) (Ancien Testament)
- III. Jn 13,21–30
- IV. 2Co 6,1–10
- V. Jb 2,1–13
- VI. Mt 4,1–11 (Évangile)

    Reminiscere : 2e dimanche de la Passion
- Verset de la semaine : « Voici comment Dieu prouve son amour envers nous : alors que nous étions encore des pécheurs, Christ est mort pour nous. » Rm 5,8
- Ps 25,1–9
- I. Jn 3,14–21 (Évangile)
- II. Rm 5,1–5 (6–11) (Épître)
- III. Es 5,1–7 (Ancien Testament)
- IV. Mt 26,36–46
- V. Mc 12,1–12
- VI. Nb 21,4–9

    Oculi : 3e dimanche de la Passion
- Verset de la semaine : « Celui qui met la main à la charrue et regarde en arrière n’est pas fait pour le royaume de Dieu. » Lc 9,62
- Ps 34,16–23
- I. Jr 20,7–11a (11b–13)
- II. Lc 9,57–62 (Évangile)
- III. Ep 5,1–2 (3–7) 8–9 (Épître)
- IV. 1R 19,1–8 (9–13a) (Ancien Testament)
- V. Lc 22,47–53
- VI. 1P 1,(13–17) 18–21

    Lætare : 4e dimanche de la Passion
- Verset de la semaine : « Si le grain de blé tombé en terre ne meurt pas, il reste seul ; mais s’il meurt, il porte beaucoup de fruit. » Jn 12,24
- Ps 84,2–13
- I. Jn 6,47–51
- II. Es 66,10–14
- III. Jn 12,20–24 (Évangile)
- IV. 2Co 1,3–7 (Épître)
- V. Es 54,7–10 (Ancien Testament)
- VI. Lc 22,54–62

    Judica : 5e dimanche de la Passion
- Verset de la semaine : « Le Fils de l’homme est venu, non pour être servi, mais pour servir et donner sa vie en rançon pour beaucoup. » Mt 20,28
- Ps 43,1–5
- I. Jn 18,28 – 19,5
- II. He 13,12–14
- III. Jb 19,19–27
- IV. Mc 10,35–45 (Évangile)
- V. He 5,(1-6) 7–9 (10) (Épître)
- VI. Gn 22,1–14 (15–19) (Ancien Testament)

    Dimanche des Rameaux : 6e dimanche de la Passion
- Verset de la semaine : « Il faut que le Fils de l’homme soit élevé afin que quiconque croit en lui ait la vie éternelle. » Jn 3,14b–15
- Ps 69,2–4.8–10.14.21–22.30 ou Ph 2,5–11
- I. Es 50,4–9 (Ancien Testament)
- II. Mc 14,(1–2) 3–9
- III. He 11,1–2 (8–12.39–40); 12,1-3
- IV. Jn 17,1–8
- V. Jn 12,12–19 (Évangile)
- VI. Ph 2,5–11 (Épître)

    Jeudi saint : Jour de l’institution de la Cène
- Verset de la semaine : « Il a laissé le souvenir de ses merveilles. L’Eternel fait grâce, il est rempli de compassion. » Ps 111,4
- Ps 111
- I. 1Co 11,(17–22) 23–26 (27–29.33–34a) (Épître)
- II. Ex 12,1–4 (5) 6–8 (9) 10–14 (Ancien Testament)
- III. Mt 26,17–30
- IV. 1Co 10,16–17
- I. Lc 22,39–46
- VI. Jn 13,1–15.34–35 (Évangile)

    Vendredi saint : Jour de la crucifixion du Seigneur
- Verset de la semaine : « En effet, Dieu a tant aimé le monde qu’il a donné son Fils unique afin que quiconque croit en lui ne périsse pas mais ait la vie éternelle. » Jn 3,16
- Ps 22,2–9.12.16.19–20
- I. Jn 19,16–30 (Évangile)
- II. 2Co 5,(14b–18) 19–21 (Épître)
- III. Es 52,13 – 53,12 (Ancien Testament)
- IV. Lc 23,32–49
- V. Col 1,13–20
- VI. Mt 27,33–54

    Vendredi saint – Vêpres
- I. Jn 19,31–42

    Samedi saint
- Ps 88,2–7.11–13 ou Jon 2,3–10
- I. Jon 2
- II. Mt 27,(57–61) 62–66 (Évangile)
- III. 1P 3,18–22 (Épître)
- IV. Ez 37,1–14 (Ancien Testament)
- V. Jn 19,(31–37) 38–42
- VI. He 9,11–12.24

### Pâques, période pascale, Pentecôte
Vigile pascale
- Verset de la semaine : Christ déclare : « J’étais mort et voici, je suis vivant aux siècles des siècles. Je détiens les clés de la mort et du séjour des morts. » Ap 1,18
- Ps 118,14–24
- I. 1Th 4,13–18
- II. 2Ti 2,8–13
- III. Mt 28,1–10 (Évangile)
- IV. Col 3,1–4 (Épître)
- V. Es 26,13–14 (15–18) 19 (Ancien Testament)
- VI. Jn 5,19–21

    Dimanche de Pâques : Jour de la résurrection du Seigneur
- Verset de la semaine : Christ déclare : « J’étais mort et voici, je suis vivant aux siècles des siècles. Je détiens les clés de la mort et du séjour des morts. » Ap 1,18
- Ps 118,14–24
- I. Jn 20,11–18
- II. 1Co 15,(12–18) 19–28
- III. Ex 14,8–14.19–23.28–30a ; 15,20–21
- IV. Mc 16,1–8 (Évangile)
- V. 1Co 15,1–11 (Épître)
- VI. 1S 2,1–2.6–8a (Ancien Testament)

    Lundi de Pâques
- Verset de la semaine : Christ déclare : « J’étais mort et voici, je suis vivant aux siècles des siècles. Je détiens les clés de la mort et du séjour des morts. » Ap 1,18
- Ps 118,14–24
- I. Es 25,6–9 (Ancien Testament)
- II. Lc 24,36–45
- III. Ap 5,6–14
- IV. Jon 2,(1–2) 3–10 (11)
- V. Lc 24,13–35 (Évangile)
- VI. 1Co 15,50–58 (Épître)

    Quasimodogeniti : 1er dimanche après Pâques
- Verset de la semaine : « Béni soit Dieu, le Père de notre Seigneur Jésus-Christ ! Conformément à sa grande bonté, il nous a fait naître de nouveau à travers la résurrection de Jésus-Christ pour une espérance vivante. » 1P 1,3
- Ps 116,1–9.13
- I. 1P 1,3–9 (Épître)
- II. Es 40,26–31 (Ancien Testament)
- III. Jn 21,1–14
- IV. Col 2,12–15
- V. Gn 32,23–32
- VI. Jn 20,19–20 (21–23) 24–29 (Évangile)

    Misericordias Domini : 2e dimanche après Pâques
- Verset de la semaine : Christ déclare : « Je suis le bon berger. Mes brebis écoutent ma voix, je les connais et elles me suivent. Je leur donne la vie éternelle. »  10,11.27–28
- Ps 23
- I. Jn 10,11–16 (27–30) (Évangile)
- II. 1P 2,21b–25 (Épître)
- III. Ez 34,1–2 (3–9) 10–16.31 (Ancien Testament)
- IV. Jn 21,15–19
- V. 1P 5,1–4
- VI. Gn 16,1–16

    Jubilate : 3e dimanche après Pâques
- Verset de la semaine : « Si quelqu’un est en Christ, il est une nouvelle créature. Les choses anciennes sont passées ; voici, toutes choses sont devenues nouvelles. » 2Co 5,17
- Ps 66,1–9
- I. Pr 8,22–36
- II. Jn 15,1–8 (Évangile)
- III. Ac 17,22–34 (Nouveau Testament)
- IV. Gn 1,1–4a (4b–25) 26–28 (29–30) 31a (31b) ; 2,1–4a (Ancien Testament)
- V. Jn 16,16–23a
- VI. 2Co 4,16–18

    Cantate: 4e dimanche après Pâques
- Verset de la semaine : « Chantez en l’honneur de l’Eternel un cantique nouveau, car il a fait des merveilles ! » Ps 98,1
- Ps 98
- I. Ac 16,23–34
- II. 2Ch 5,2–5 (6–11) 12–14
- III. Lc 19,37–40 (Évangile)
- IV. Col 3,12–17 (Épître)
- V. 1S 16,14–23 (Ancien Testament)
- VI. Ap 15,2–4

    Rogate : 5e dimanche après Pâques
- Verset de la semaine : « Béni soit Dieu, car il n’a pas rejeté ma prière, il ne m'a pas retiré sa bonté! » Ps 66,20
- Ps 95,1–7b
- I. Jn 16,23b–28 (29–32) 33
- II. Mt 6,5–15
- III. Si 35,16–22a[16] ou Da 9,4–5.16–19
- IV. Lc 11,(1–4) 5–13 (Évangile)
- V. 1Ti 2,1–6a (Épître)
- VI. Ex 32,7–14 (Ancien Testament)

    Ascension
- Verset de la semaine : Christ dit : « Quand j'aurai été élevé de la terre, j’attirerai tous les hommes à moi. » Jn 12,32
- Ps 47,2–10
- I. 1R 8,22–24.26–28 (Ancien Testament)
- II. Jn 17,20–26
- III. Ep 1,(15–20a) 20b–23
- IV. Da 7,1–3 (4–8) 9–14
- V. Lc 24,(44–49) 50–53 (Évangile)
- VI. Ac 1,3–11 (Nouveau Testament)

    Exaudi : 6e dimanche après Pâques
- Verset de la semaine : Christ dit : « Quand j'aurai été élevé de la terre, j’attirerai tous les hommes à moi. » Jn 12,32
- Ps 27,1.7–14
- I. Ep 3,14–21 (Épître)
- II. Jr 31,31–34 (Ancien Testament)
- III. Jn 7,37–39
- IV. Rm 8,26–30
- V. 1S 3,1–10
- VI. Jn 16,5–15 (Évangile)

    Dimanche de Pentecôte : jour de l’effusion du Saint-Esprit
- Verset de la semaine : « Ce n’est ni par la puissance ni par la force, mais c’est par mon Esprit, dit l’Eternel, le maître de l’univers. » Za 4,6
- Ps 118,24–29
- I. Jn 14,15–19 (20–23a) 23b–27 (Évangile)
- II. Ac 2,1–18 (Nouveau Testament)
- III. Gn 11,1–9 (Ancien Testament)
- IV. Rm 8,1–2 (3–9) 10–11
- IV. 1Co 2,12–16
- VI. Ez 37,1–14

    Lundi de Pentecôte
- Verset de la semaine : « Ce n’est ni par la puissance ni par la force, mais c’est par mon Esprit, dit l’Eternel, le maître de l’univers. » Za 4,6
- Ps 118,24–29
- I. Mt 16,13–19
- II. Jb 20,19–23 (Évangile)
- III. 1Co 12,4–11 (Épître)
- IV. Nb 11,11–12.14–17.24–25 (26–30) (Ancien Testament)
- V. Jn 4,19–26
- VI. Ep 4,(1–6) 11–15 (16)

### Dimanches après la Trinité
Trinité
- Verset de la semaine : « La grâce du Seigneur Jésus-Christ, l’amour de Dieu et la communion du Saint-Esprit soient avec vous tous ! » 2Co 13,13
- Ps 113
- I. 2Co 13,11–13
- II. Nb 6,22–27
- III. Jn 3,1–8 (9–15) (Évangile)
- IV. Rm 11,(32) 33–36 (Épître)
- V. Es 6,1–8 (9–13) (Ancien Testament)
- VI. Ep 1,3–14

    1er dimanche après la Trinité
- Verset de la semaine : Le Christ parle à ses disciples : « Celui qui vous écoute m’écoute, celui qui vous rejette me rejette » Lc 10,16
- Ps 34,2–11
- I. Jn 5,39–47
- II. Ac 4,32–37
- III. Jon 1,1 – 2,2 (3–10) 11
- IV. Lc 16,19–31 (Évangile)
- V. 1Jn 4,(13–16a) 16b–21 (Épître)
- VI. Jr 23,16–29 (Ancien Testament)

    2e dimanche après la Trinité
- Verset de la semaine : « Le Christ dit : Venez à moi, vous tous qui êtes fatigués et courbés sous un fardeau, et je vous donnerai du repos. » Mt 11,28
- Ps 36,6–10
- I. Es 55,1–5 (Ancien Testament)
- II. Mt 11,25–30
- III. 1Co 14,1–12 (23–25)
- IV. Jon 3,1–10
- V. Lc 14,15–24 (Évangile)
- VI. Ep 2,(11–16) 17–22 (Épître)

    3e dimanche après la Trinité
- Verset de la semaine : « Le Fils de l’homme est venu chercher et sauver ce qui était perdu. » Lc 19,10
- Ps 103,1–13
- I. 1Ti 1,12–17 (Épître)
- II. Mi 7,18–20 (Ancien Testament)
- III. Lc 15,1–10
- IV. Ez 18,1–4. 21–24. 30–32
- V. Jon 3,1–10 et Jon 4,1–11
- VI. Lc 15,1–3.11b–32 (Évangile)

    4e dimanche après la Trinité
- Verset de la semaine : « Portez les fardeaux les uns des autres et accomplissez ainsi la loi de Christ. » Ga 6,2
- Ps 42,2–6
- I. Lc 6,36–42 (Évangile)
- II. Rm 12,17–21 (Épître)
- III. Gn 50,15–21 (Ancien Testament)
- IV. Jn 8,3–11
- V. 1P 3,8–17
- VI. 1S 24,1–20

    5e dimanche après la Trinité
- Verset de la semaine : « C’est par la grâce que vous êtes sauvés, par le moyen de la foi. Et cela ne vient pas de vous, c’est le don de Dieu. » Ep 2,8
- Ps 73,1–3.8–10.23–26
- I. Mt 9,35 – 10,1(2–4)5–10
- II. Lc 5,1–11 (Évangile)
- III. 1Co 1,18–25 (Épître)
- IV. Gn 12,1–4 (Ancien Testament)
- V. Jn 1,35–51
- VI. 2Co 11,18.23b–30 et 2Co 12,1–10

    6e dimanche après la Trinité
- Verset de la semaine : « Maintenant, voici ce que dit l’Eternel, celui qui t’a créé, Jacob, celui qui t’a façonné, Israël : N’aie pas peur, car je t’ai racheté. Je t’ai appelé par ton nom : tu m’appartiens ! » Es 43,1
- Ps 139,1–12
- I. 1P 2,2–10
- II. Dt 7,6–12
- III. Mt 28,16–20 (Évangile)
- IV. Rm 6,3–8 (9–11) (Épître)
- V. Es 43,1–7 (Ancien Testament)
- VI. Ac 8,26–39

    7e dimanche après la Trinité
- Verset de la semaine : « Ainsi donc, vous n’êtes plus des étrangers ni des résidents temporaires ; vous êtes au contraire concitoyens des saints, membres de la famille de Dieu. » Ep 2,19
- Ps 107,1–9
- I. Jn 6,30–35
- II. He 13,1–3
- III. 1R 17,1–16
- IV. Jn 6,1–15 (Évangile)
- V. Ac 2,41–47 (Nouveau Testament)
- VI. Ex 16,2–3.11–18 (Ancien Testament)

    8e dimanche après la Trinité
- Verset de la semaine : « Conduisez-vous comme des enfants de lumière! Le fruit de l’Esprit consiste en effet dans toute forme de bonté, de justice et de vérité. » Ep 5,8b–9
- Ps 48,2–3a.9–15
- I. Es 2,1–5 (Ancien Testament)
- II. Jn 9,1–7
- III. 1Co 6,9–14 (15–18) 19–20
- IV. Mc 12,41–44
- V. Mt 5,13–16 (Évangile)
- VI. Ep 5,8b–14 (Épître)

    9e dimanche après la Trinité
- Verset de la semaine : « Celui qui ne l’a pas connue et qui a fait des choses dignes de punition sera battu de peu de coups. On demandera beaucoup à qui l’on a beaucoup donné, et l’on exigera davantage de celui à qui l’on a beaucoup confié. » Lc 12,48
- Ps 63,2–9
- I. Ph 3,(4b–6) 7–14 (Épître)
- II. Jr 1,4–10 (Ancien Testament)
- III. Mt 7,24–27
- IV. Mt 25,14–30
- V. 1R 3,5–15 (16–28)
- VI. Mt 13,44–46 (Évangile)

    10e dimanche après la Trinité – Dimanche d’Israël : l’Église et Israël
- Verset de la semaine : « Heureuse la nation dont l’Eternel est le Dieu, heureux le peuple qu’il choisit comme son héritage ! » Ps 33,12
- Ps 122
- I. Mc 12,28–34 (Évangile)
- II. Rm 11,25–32 (Épître)
- III. Ex 19,1–6 (Ancien Testament)
- IV. Mt 5,17–20
- V. Dt 4,5–20
- VI. Za 8,20–23

    10e dimanche après la Trinité – Dimanche d’Israël : Commémoration de la destruction de Jérusalem
- Verset de la semaine : « Heureuse la nation dont l’Eternel est le Dieu, heureux le peuple qu’il choisit comme son héritage ! » Ps 33,12
- Ps 74,1–3.8–11.20–21
- I. Lc 19,41–48 (Évangile)
- II. Rm 9,1–8.14–16 (Épître)
- III. Es 27,2–9 (Ancien Testament)
- IV. La 5,1–22
- V. Rm 11,17–24
- VI. Dt 30,1–6 (7–10)

    11e dimanche après la Trinité
- Verset de la semaine : « Et vous soumettant tous les uns aux autres, revêtez-vous d’humilité, car Dieu s’oppose aux orgueilleux, mais il fait grâce aux humbles. » 1P 5,5b
- Ps 145,1–2.14.17–21
- I. Jb 23
- II. Lc 18,9–14 (Évangile)
- III. Ep 2,4–10 (Épître)
- IV. 2S 12,1–10.13–15a (Ancien Testament)
- V. Lc 7,36–50
- VI. Ga 2,16–21

    12e dimanche après la Trinité
- Verset de la semaine : « Il ne cassera pas le roseau abîmé et n’éteindra pas la mèche qui fume encore. » Es 42,3
- Ps 147,1–6.11
- I. Ac 3,1–10 (11–12)
- II. 1Co 3,9–15
- III. Mc 7,31–37 (Évangile)
- IV. Ac 9,1–20 (Nouveau Testament)
- V. Es 29,17–24 (Ancien Testament)
- VI. Lc 13,10–17

    13e dimanche après la Trinité
- Verset de la semaine : « Le Christ dit : Je vous le dis en vérité, toutes les fois que vous avez fait cela à l’un de ces plus petits de mes frères, c’est à moi que vous l’avez fait. » Mt 25,40
- Ps 112
- I. Mc 3,31–35
- II. Ac 6,1–7
- III. Gn 4,1–16a
- IV. Lc 10,25–37 (Évangile)
- V. 1Jn 4,7–12 (Épître)
- VI. Lv 19,1–3.13–18.33–34 (Ancien Testament)

    14e dimanche après la Trinité
- Verset de la semaine : « Bénis l’Eternel, mon âme, et n’oublie aucun de ses bienfaits ! » Ps 103,2
- Ps 146
- I. Gn 28,10–19a (19b–22) (Ancien Testament)
- II. Lc 19,1–10
- III. 1Th 5,14–24
- IV. Es 12,1–6
- V. Lc 17,11–19 (Évangile)
- VI. Rm 8,14–17 (Épître)

    15e dimanche après la Trinité
- Verset de la semaine : « Déchargez-vous sur lui de tous vos soucis, car lui-même prend soin de vous. » 1P 5,7
- Ps 127,1–2
- I. 1P 5,5b–11 (Épître)
- II. Gn 2,4b–9 (10–14) 15 (18–25) (Ancien Testament)
- III. Lc 17,5–6
- IV. Ga 5,25 – 6,10
- V. Gn 15,1–6
- VI. Mt 6,25–34 (Évangile)

    16e dimanche après la Trinité
- Verset de la semaine : « C’est lui qui a réduit la mort à l’impuissance et a mis en lumière la vie et l’immortalité par l’Évangile.“ 2Ti 1,10
- Ps 68,4–7.20–21.35–36
- I. Jn 11,1 (2) 3.17–27 (28–38a) 38b–45 (Évangile)
- II. 2Ti 1,7–10 (Épître)
- III. La 3,22–26.31–32 (Ancien Testament)
- IV. Lc 7,11–16
- V. He 10,35–36 (37–38) 39
- IV. Ps 16,(1–4) 5–11

    17e dimanche après la Trinité
- Verset de la semaine : « Puisque tout ce qui est né de Dieu remporte la victoire contre le monde, et la victoire qui a triomphé du monde, c’est votre foi. » 1Jn 5,4
- Ps 138
- I. Js 2,1–21
- II. Mt 15,21–28 (Évangile)
- III. Rm 10,9–17 (18) (Épître)
- IV. Es 49,1–6 (Ancien Testament)
- V. Mc 9,17–27
- VI. Ga 3,26–29

    18e dimanche après la Trinité
- Verset de la semaine : « Voici le commandement que nous avons reçu de lui : celui qui aime Dieu doit aussi aimer son frère. » 1Jn 4,21
- Ps 1
- I. Jc 2,1–13
- II. Dt 30,11–14
- III. Mc 10,17–27 (Évangile)
- IV. Ep 5,15–21 (Épître)
- V. Ex 20,1–17 (Ancien Testament)
- VI. 1P 4,7–11

    19e dimanche après la Trinité
- Verset de la semaine : « Guéris-moi, Eternel, et je serai guéri ! Sauve-moi et je serai sauvé. » Jr 17,14
- Ps 32,1–7
- I. Jn 5,1–16
- II. Ep 4,22–32
- III. Es 38,9–20
- IV. Mc 2,1–12 (Évangile)
- V. Jc 5,13–16 (Épître)
- VI. Ex 34,4–10 (Ancien Testament)

    20e dimanche après la Trinité
- Verset de la semaine : « On t’a fait connaître, homme, ce qui est bien et ce que l’Eternel demande de toi : c’est que tu mettes en pratique le droit, que tu aimes la bonté et que tu marches humblement avec ton Dieu. » Mi 6,8
- Ps 119,1–8.17–18
- I. Gn 8,18–22; 9,12–17 (Ancien Testament)
- II. Mc 2,23–28
- III. Ec 12,1–7
- IV. Ct 8,6b–7
- V. Mc 10,2–9 (10–16) 13–16 (Évangile)
- VI. 2Co 3,3–6 (7–9) (Épître)

    21e dimanche après la Trinité
- Verset de la semaine : « Ne te laisse pas vaincre par le mal, mais sois vainqueur du mal par le bien. » Rm 12,21
- Ps 19,8–14
- I. Ep 6,10–17 (Épître)
- II. Jr 29,1.4–7 (8–9) 10–14 (Ancien Testament)
- III. Mt 10,34–39
- IV. Jn 15,9–12 (13–17)
- VI. Gn 13,1–12 (13–18)
- VI. Mt 5,38–48 (Évangile)

    22e dimanche après la Trinité
- Verset de la semaine : « Mais le pardon se trouve auprès de toi afin qu’on te craigne. » Ps 130,4
- Ps 143,1–10
- I. Mt 18,21–35 (Évangile)
- II. Rm 7,14–25a (Épître)
- II. Es 44,21–23 (Ancien Testament)
- III. Mt 18,15–20
- V. 1Jn 2,12–14
- VI. Mi 6,1–8

    23e dimanche après la Trinité
- Verset de la semaine : « Le Roi des rois et le Seigneur des seigneurs, il est le seul à posséder l’immortalité, à lui soient l’honneur et la puissance éternelle. » 1Ti 6,15–16
- Ps 33,13–22
- I. Am 7,10–17
- II. Mt 22,15–22 (Évangile)
- III. Ph 3,17–21 (Épître)
- IV. Ex 1,8–20 (Ancien Testament)
- V. Mt 5,33–37
- VI. Rm 13,1–7

    24e dimanche après la Trinité
- Verset de la semaine : « Exprimerez votre reconnaissance au Père qui nous a rendus capables de prendre part à l’héritage des saints dans la lumière. » Col 1,12
- Ps 39,5–8.13–14
- I./IV. 1Co 9,16–23 (Épître)
- II./V. Es 51,9–16 (Ancien Testament)
- III./VI. Mc 1,21–28 (Évangile)

### Fin de l’année liturgique
Troisième dernier dimanche de l’année liturgique
- Verset de la semaine : « Heureux ceux qui procurent la paix, car ils seront appelés fils de Dieu! » Mt 5,9
- Ps 85,9–14
- I. Lc 6,27–38
- II. 1Th 5,1–6 (7–11)
- III. Ps 85
- IV. Lc 17,20–24 (25–30) (Évangile)
- V. Rm 8,18–25 (Épître)
- VI. Mi 4,1–5 (7b) (Ancien Testament)

    Avant-dernier dimanche de l’année liturgique
- Verset de la semaine : « Il nous faudra tous comparaître devant le tribunal de Christ. » 2Co 5,10a
- Ps 50,1–6.14–15.23
- I. Jb 14,1–6 (7–12) 13 (14) 15–17 (Ancien Testament)
- II. Lc 16,1–8 (9)
- III. 2Co 5,1–10
- IV. Lc 18,1–8
- V. Mt 25,31–46 (Évangile)
- VI. Rm 14,(1–6) 7–13 (Épître)

    Jour de repentance et de prière – Mercredi avant le dimanche de l’éternité
- Verset de la semaine : « La justice fait la grandeur d’une nation, mais le péché est le déshonneur des peuples. » Pr 14,34
- Ps 130
- I. Rm 2,1–11 (Épître)
- II. Es 1,10–18 (Ancien Testament)
- III. Mt 7,12–20
- IV. Ap 3,1–6
- V. Ez 22,23–31
- VI. Lc 13,(1–5) 6–9 (Évangile)

    Dernier dimanche de l'année ecclésiastique – Dimanche de l’éternité
- Verset de la semaine : « Mettez une ceinture à votre taille et tenez vos lampes allumées. » Lc 12,35
- Ps 126
- I. Mt 25,1–13 (Évangile)
- II. Ap 21,1–7 (Épître)
- III. Es 65,17–19 (20–22) 23–25 (Ancien Testament)
- IV. Mc 13,28–37
- V. 2P 3,(3–7) 8–13
- VI. Ps 126

    Dernier dimanche de l'année ecclésiastique – Jour des morts
- Verset de la semaine : « Enseigne-nous à bien compter nos jours, afin que notre cœur parvienne à la sagesse! » Ps 90,12
- Ps 90,1–14
- I. Jn 5,24–29 (Évangile)
- II. 1Co 15,35–38.42–44a (Épître)
- III. Dt 34,1–8 (Ancien Testament)
- IV. Jn 6,37–40
- V. Da 12,1b–3
- VI. Ps 90,1–14

### Jours fériés protestants hors du schéma de l’année ecclésiastique
Fête de la récolte
- Verset de la semaine : « Tous regardent avec espoir vers toi, et tu leur donnes la nourriture au moment voulu. » Ps 145,15
- Ps 104,1a.10–15.27–30.33
- I. Es 58,7–12
- II. Mc 8,1–9 (Évangile)
- III. 2Co 9,6–15 (Épître)
- IV. Dt 8,7–18 (Ancien Testament)
- V. Lc 12,(13–14) 15–21
- VI. 1Ti 4,4–5

    Jour de la Réformation : 31 octobre
- Verset de la semaine : « Personne ne peut poser un autre fondement que celui qui a été posé, à savoir Jésus-Christ. » 1Co 3,11
- Ps 46,2–12
- I. Dt 6,4–9 (Ancien Testament)
- II. Mt 10,26b–33
- III. Ga 5,1–6
- IV. Ps 46
- V. Mt 5,1–10 (11–12) (Évangile)
- VI. Rm 3,21–28 (Épître)

### Autres fêtes et jours de commémoration
Jour de la circoncision de Jésus : 1er janvier
- Proverbe du jour : « Jésus-Christ est le même hier, aujourd’hui et pour l’éternité » He 13,8
- Ps 8,2–10
- I. Lc 2,21 (Évangile)
- II. Ga 4,4–7 (Épître)
- III. Gn 17,1–13 (Ancien Testament)
- IV. Ac 4,8–12
- V. Col 2,6–13
- VI. 1Co 7,17–24

    Jour de la vocation de l’apôtre Paul : 25 janvier
- Proverbe du jour : « Ce n'est plus moi qui vis, c’est Christ qui vit en moi » Ga 2,20
- Ps 67,2–8
- I./IV. Es 45,22–25 (Ancien Testament)
- II./V. Mt 19,27–30 (Évangile)
- III./VI.Lc 26,4–25 (Épître)

    Journée à la mémoire des victimes du nazisme: 27 janvier
- Proverbe du jour : « Fais bien attention à toi ! Veille attentivement sur toi-même tous les jours de ta vie, afin de ne pas oublier ce que tes yeux ont vu et de ne pas le laisser sortir de ton cœur. » Dt 4,9
- Ps 126,1–6
- I. Ep 4,25–32
- II. Ec 8,10–17
- III. Mt 10,26–28 (Évangile)
- IV. 1Jn 2,7–11 (Épître)
- V. Gn 4,1–10 (Ancien Testament)
- VI.  22,54–62

    Jour de la présentation de Jésus au Temple : 2 février
- Proverbe du jour : « Lorsque le moment est vraiment venu, Dieu a envoyé son Fils, né d’une femme, né sous la loi » Ga 4,4
- Ps 138,1–8
- I. Jn 8,12
- II. 1Jn 1,1–4
- III. Es 49,1–6
- IV.  2,22–35 (Évangile)
- V. He 2,14–18 (Épître)
- VI. Ex 13,1–16 (Ancien Testament)

    Jour de l’apôtre Matthieu : 24 février
- Proverbe du jour : « Qu’ils sont beaux, sur les montagnes, les pieds de celui qui apporte de bonnes nouvelles, qui annonce la paix, de celui qui apporte de très bonnes nouvelles, qui annonce le salut, de celui qui dit à Sion: ‹ Ton Dieu règne ! › » Es 52,7
- Ps 25,1–9
- I./IV. 1S 3,1–18 (Ancien Testament)
- II./V. Mt 11,25–30 (Évangile)
- III./VI.Ac 1,15–26 (Épître)
- Remarque : les années bissextiles, le jour de commémoration, sixième jour avant les calendes de mars, est traditionnellement décalé au 25 février. Cette indication a été omise dans l’ordre des péricopes actuel.

    Jour de l’annonce de la naissance de Jésus : 25 mars
- Proverbe du jour : « Lorsque le moment est vraiment venu, Dieu a envoyé son Fils, né d’une femme, né sous la loi » Ga 4,4
- Ps 19,2–7
- I./IV. Ga 4,4–7 (Épître)
- II./V. Es 7,10–14 (Ancien Testament)
- III./VI.Lc 1,26–58 (Évangile)

    Jour de l’évangéliste Marc : 25 avril
- Proverbe du jour : « Le Christ dit : Allez dans le monde entier proclamer la bonne nouvelle à toute la création. » Mc 16,15
- Ps 57,2–12
- I./IV. Mc 1,1–15 (Évangile)
- II./V. Ac 15,36–41 (Épître)
- III./VI.Es 52,7–10 (Ancien Testament)

    Jour des apôtres Philippe et Jacques le Jeune : 3 mai
- Proverbe du jour : « Qu’ils sont beaux, sur les montagnes, les pieds de celui qui apporte de bonnes nouvelles, qui annonce la paix, de celui qui apporte de très bonnes nouvelles, qui annonce le salut, de celui qui dit à Sion: ‹ Ton Dieu règne ! › » Es 52,7
- Ps 37,3–11
- I./IV. Es 30,15–22 (Ancien Testament)
- II./V. Jn 14,1–15 (Évangile)
- III./VI.1Co 4,9–15 (Épître)

    Jour de la naissance de Jean-Baptiste (Fête de la Saint-Jean) : 24 juin
- Proverbe du jour : « Ceci est le témoignage de Jean-Baptiste : Il faut qu’il grandisse et que moi, je diminue. » Jn 3,30
- Ps 92,2–16 oder  1,68–79
- I. Mt 3,1–12
- II. Mt 11,11–19
- III. Lc 1,57–80 (Évangile)
- IV. Ac 19,1–7 (Épître)
- V. Es 40,1–8 (Ancien Testament)
- VI. Jn 3,22–30

    Jour de commémoration de la Confession d'Augsbourg : 25 juin
- Proverbe du jour : « Je parlerai de tes instructions devant des rois et je ne rougirai pas de honte. » Ps 119,46
- Ps 46,2–12
- I./IV. Mt 10,26–55 (Évangile)
- II./V. 1Th 6,11–16 (Épître)
- III./VI.Ne 8,1–12 (Ancien Testament)

    Jour des apôtres Pierre et Paul : 29 juin
- Proverbe du jour : « Avec beaucoup de puissance, les apôtres rendaient témoignage de la résurrection du Seigneur Jésus, et une grande grâce reposait sur eux tous. » Ac 4,33
- Ps 22,25–29
- I./IV. Jr 16,16–21 (Ancien Testament)
- II./V. Mt 16,13–19 (Évangile)
- III./VI.Ga 2,2–10 (Épître)

    Jour de la visite de Marie chez Elisabeth : 2 juillet
- Proverbe du jour : « Lorsque le moment est vraiment venu, Dieu a envoyé son Fils, né d’une femme, né sous la loi » Ga 4,4
- Ps 113,1–9
- I./IV. 1Th 3,16 (Épître)
- II./V. Es 11,1–5 (Ancien Testament)
- III./VI. 1,39–56 (Évangile)

    Jour de Marie Madeleine : 22 juillet
- Proverbe du jour : « Allez dans le monde entier proclamer la bonne nouvelle à toute la création. » Mc 16,15
- Ps 30,5–13
- I./IV. Ct 3,1–5 (Ancien Testament)
- II./V. Jn 20,11–18 (Évangile)
- III./VI.2Co 5,14–18 (Épître)

    Jour de l’apôtre Jacques le Majeur : 25 juillet
- Proverbe du jour : « Qu’ils sont beaux, sur les montagnes, les pieds de celui qui apporte de bonnes nouvelles, qui annonce la paix, de celui qui apporte de très bonnes nouvelles, qui annonce le salut, de celui qui dit à Sion: ‹ Ton Dieu règne ! › » Es 52,7
- Ps 116,1–15
- I./IV. Ac 11,27–30 et Ac 12,1–5 (Épître)
- II./V. Es 45,4–7 (Ancien Testament)
- III./VI.Mt 20,20–23 (Évangile)

    Jour de l’apôtre Barthélemy : 24 août
- Proverbe du jour : « Qu’ils sont beaux, sur les montagnes, les pieds de celui qui apporte de bonnes nouvelles, qui annonce la paix, de celui qui apporte de très bonnes nouvelles, qui annonce le salut, de celui qui dit à Sion: ‹ Ton Dieu règne ! › » Es 52,7
- Ps 43,1–5
- I./IV. Mc 3,13–19 (Évangile)
- II./V. 2Co 4,7–10 (Épître)
- III./VI.Es 61,8–11 (Ancien Testament)

    Jour de la décapitation de Jean-Baptiste : 29 août
- Proverbe du jour : « Elle a du prix aux yeux de l'Eternel, la mort de ses fidèles. Je t’offrirai un sacrifice de reconnaissance et je ferai appel au nom de l’Eternel. » Ps 116,15.17
- Ps 73,1–26
- I./IV. Ec 8,2–13 (Ancien Testament)
- II./V. Mc 6,14–29 (Évangile)
- III./VI.2Th 2,8–13 (Épître)

    Jour de l’apôtre et l’évangéliste Matthieu : 21 septembre
- Proverbe du jour : « Le Christ dit : Allez dans le monde entier proclamer la bonne nouvelle à toute la création. » Mc 16,15
- Ps 34,2–11
- I./IV. 1Co 12,27–31 (Épître)
- II./V. Ez 3,4–11 (Ancien Testament)
- III./VI.Mt 9,9–13 (Évangile)

    Jour de l’archange Michel : 29 septembre
- Proverbe du jour : « L’ange de l’Eternel campe autour de ceux qui le craignent, et il les arrache au danger. » Ps 34,8
- Ps 103,19–22
- I. Lc 10,17–20 (Évangile)
- II. Ap 12,7–12 (Épître)
- III. Gn 21,8–21 (Ancien Testament)
- IV. Mt 18,1–10
- V. Ac 5,12–29
- VI. Nb 22,31–35

    Jour de l’évangéliste Luc: 18 octobre
- Proverbe du jour : « Le Christ dit : Allez dans le monde entier proclamer la bonne nouvelle à toute la création. » Mc 16,15
- Ps 119,121–128
- I./IV. 2Th 4,5–11 (Épître)
- II./V. Es 43,8–13 (Ancien Testament)
- III./VI.Lc 1,1–4 (Évangile)

    Jour de l’apôtre et l’évangéliste Jean: 27 décembre
- Proverbe du jour : « Le Christ dit : Allez dans le monde entier proclamer la bonne nouvelle à toute la création. » Mc 16,15
- Ps 92,2–16
- I./IV. 1Jn 1,1–4 (Épître)
- II./V. Pr 8,22–56 (Ancien Testament)
- III./VI.Jn 21,20–24 (Évangile)

### Jours fériés généraux
Kermesse
- Ps 84,2–13
- I. Ps 84,2–13
- II. Lc 19,1–10 (Évangile)
- III. Ap 21,1–5a (Nouveau Testament)
- IV. 1R 8,27–30 (Ancien Testament)
- V. Mc 4,30–32
- VI. Js 24,14–16